# عمر خليفة أبو بكر
عمر خليفة محمد أبو بكر (بالإنجليزية Omar Khalifa Mohammed Abu Bakr ) يحتجز حاليا في معتقل جوانتانامو الولايات المتّحدة ، من مواليد عام 1972 بمدينة البيضاء ـ ليبيا ، أعتقل في 13 أكتوبر 2010 تحت الرقم التسلسلي في المعتقل 695.